# Lili Taylor

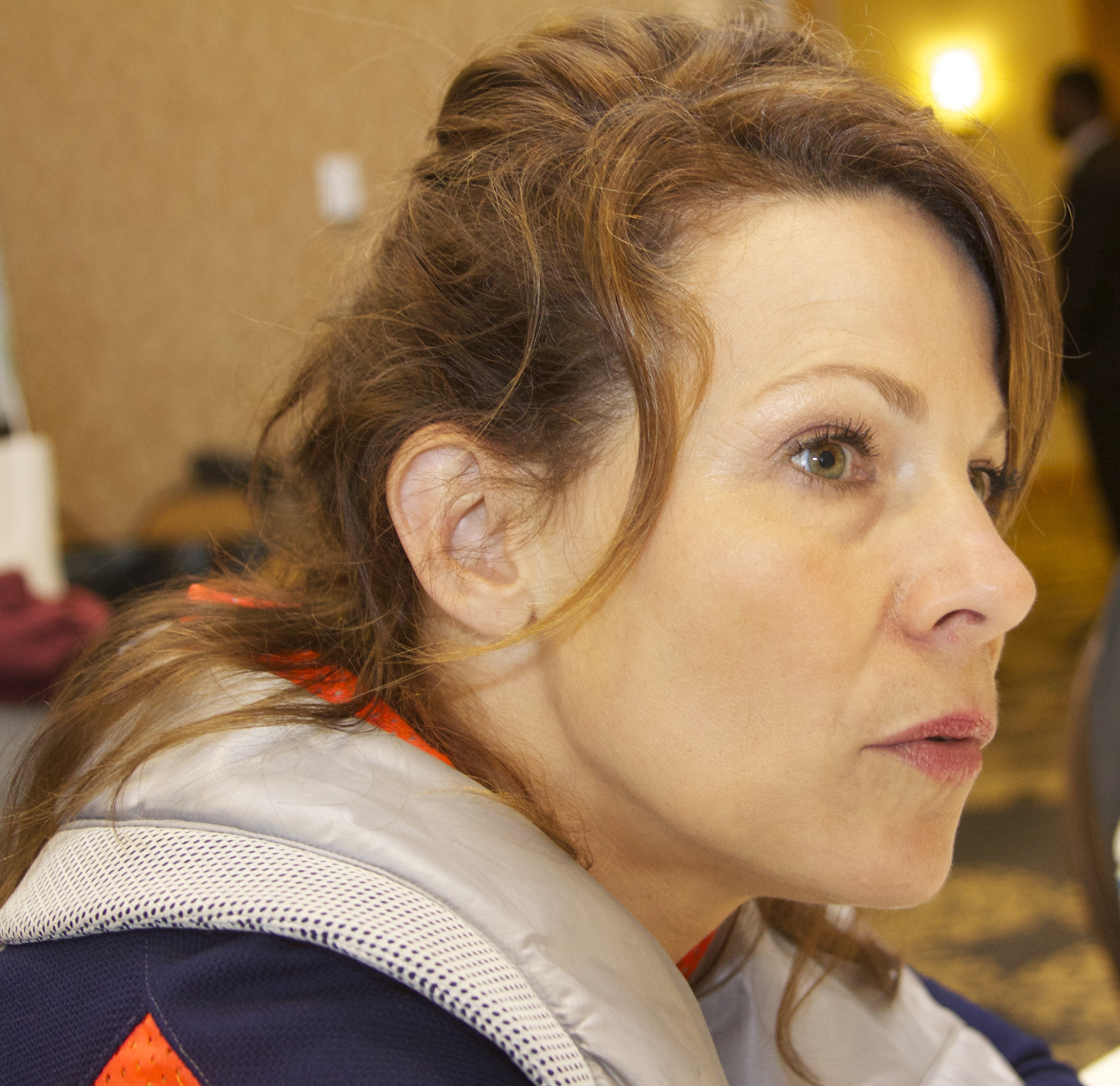
Lili Taylor (2013)

Lili Anne Taylor (* 20. Februar 1967 in Glencoe bei Chicago, Illinois) ist eine US-amerikanische Schauspielerin.

## Leben
Lili Taylor ist die Zweitjüngste von sechs Geschwistern. Ihr Bühnendebüt als professionelle Schauspielerin hatte sie 1984 und den ersten kleinen Auftritt in einem Film 1988 in She’s Having a Baby. Ihre erste bedeutende Rolle spielte sie noch im selben Jahr in Pizza Pizza – Ein Stück vom Himmel an der Seite von Julia Roberts. 1989 war sie in Cameron Crowes Regiedebüt Teen Lover und in Geboren am 4. Juli zu sehen.
Danach machte sich Taylor vor allem mit Independent-Produktionen einen Namen. Sie übernahm Rollen in Filmen von Nancy Savoca, Emir Kusturica, Robert Altman, Friðrik Þór Friðriksson, Alan Rudolph, Allison Anders, Abel Ferrara, John Sayles, John Waters und Mary Harron. Daneben spielte sie aber auch in Hollywood-Filmen wie Kopfgeld – Einer wird bezahlen (1996) mit Mel Gibson und Das Geisterschloss (1999) an der Seite von Liam Neeson, Catherine Zeta-Jones und Owen Wilson.
Für ihre Darstellung in Abel Ferraras Film The Addiction wurde sie 1996 als Beste Hauptdarstellerin für den Independent Spirit Award nominiert.
Mehrfach war sie auch in Fernsehproduktionen zu sehen, so etwa in dem Fernsehzweiteiler Anne Frank (2001) als Miep Gies und in dem Journalistendrama Live aus Bagdad. In Serien wie Akte X – Die unheimlichen Fälle des FBI und Verrückt nach dir hatte sie Gastauftritte, in Six Feet Under – Gestorben wird immer spielte sie Nates Frau Lisa.
Im Jahr 2014 stand sie gemeinsam mit Chloë Grace Moretz und unter der Regie von Steven Soderbergh am New Yorker Public Theatre in dem Stück The Library auf der Bühne, eine Adaption von Dave Cullens Buch Columbine über das Schulmassaker von Littleton.
Lili Taylor ist seit 2009 mit dem Schriftsteller Nick Flynn verheiratet. Das Paar hat ein gemeinsames Kind und lebt in New York City.

## Filmografie (Auswahl)
- 1988: She’s Having a Baby
- 1988: Pizza Pizza – Ein Stück vom Himmel (Mystic Pizza)
- 1989: Geboren am 4. Juli (Born on the Fourth of July)
- 1989: Teen Lover (Say Anything…)
- 1991: Dogfight
- 1993: Ein ganz normales Wunder
- 1993: Short Cuts
- 1993: Arizona Dream
- 1994: Prêt-à-Porter
- 1994: Mrs. Parker und ihr lasterhafter Kreis (Mrs. Parker and the Vicious Circle)
- 1995: The Addiction
- 1995: Four Rooms
- 1995: Cold Fever
- 1996: Kopfgeld – Einer wird bezahlen (Ransom)
- 1996: Girls Town
- 1996: I Shot Andy Warhol
- 1997: SUBWAYStories: Tales from the Underground
- 1998: John Waters’ Pecker (Pecker)
- 1998: Akte X – Die unheimlichen Fälle des FBI  (The X-Files, Fernsehserie: Folge 5x16 Das innere Auge)
- 1999: Das Geisterschloss (The Haunting)
- 2000: High Fidelity
- 2001: Anne Frank
- 2001: Julie Johnson
- 2002: Live aus Bagdad
- 2003: Casa de los babys
- 2004: Six Feet Under – Gestorben wird immer (Six Feet Under, Fernsehserie, 25 Episoden)
- 2005: Factotum
- 2006: In deiner Haut (Si j'étais toi)
- 2008: Topjob – Showdown im Supermarkt (The Promotion)
- 2009: Public Enemies
- 2009: Gesetz der Straße – Brooklyn’s Finest (Brooklyn’s Finest)
- 2011: Good Wife (Fernsehserie, Episode 2x06)
- 2012: Being Flynn
- 2012: Cherry – Dunkle Geheimnisse (About Cherry)
- 2013: Blood Ties
- 2013: Conjuring – Die Heimsuchung (The Conjuring)
- 2013: The Cold Lands
- 2013: Hemlock Grove (Fernsehserie, 11 Episoden)
- 2013–2014: Almost Human (Fernsehserie, 13 Episoden)
- 2014: Gotham (Fernsehserie, Episode 1x02)
- 2015: Law & Order: Special Victims Unit (Fernsehserie, Episoden 16x15, 16x23)
- 2015–2017: American Crime (Fernsehserie, 21 Episoden)
- 2015: Maze Runner – Die Auserwählten in der Brandwüste (Maze Runner: The Scorch Trials)
- 2017: Leatherface
- 2017: To the Bone
- 2018: The Nun
- 2019: Eli
- 2019: Chambers (Fernsehserie, 7 Episoden)
- 2020: The Evening Hour
- 2020: Perry Mason (Fernsehserie, 7 Episoden)
- 2020: Paper Spiders
- 2021: The Winter House
- 2022–2024: Outer Range (Fernsehserie, 14 Episoden)
- 2024: Nach dem Attentat (Manhunt, Miniserie, 4 Episoden)
- 2025: Fear Street: Prom Queen